# Ludomyr Ohonowski
Ludomyr Ohonowski, ukr. Людомир Огоновський (ur. 1891 w Tłumaczu, zm. 6 listopada 1955 w Filadelfii) – ukraiński oficer, jeden z organizatorów Ukraińskiego Generalnego Komisariatu Wojskowego, który przygotował plan zajęcia Lwowa w 1918.

## Życiorys
Syn nauczyciela naczelnika Proswity, członka Towarzystwa Naukowego im. Szewczenki Petra Ohonowśkiego herbu Ogończyk, który był szwagrem Kostia Łewyckiego. Ukończył gimnazjum we Lwowie, absolwent Uniwersytetu Lwowskiego.  Członkowie Towarzystwa Naukowego im. Szewczenki
Był komendantem żandarmerii III Korpusu Armii Halickiej, w stopniu kapitana. Po zakończeniu wojny polsko-ukraińskiej był członkiem Ukraińskiej Organizacji Wojskowej.
Po wybuchu wojny niemiecko-radzieckiej, w sierpniu 1941 został jednym z komendantów ukraińskiej milicji we Lwowie, następnie komendantem V komisariatu UPP we Lwowie. W 1943 wstąpił do 14 Dywizji Grenadierów SS. W marcu 1945 został ciężko ranny w walkach pod Wiedniem.
Po wojnie na emigracji.